# Eucheilota taiwanensis
Eucheilota taiwanensis is een hydroïdpoliep uit de familie Lovenellidae. De poliep komt uit het geslacht Eucheilota. Eucheilota taiwanensis werd in 1990 voor het eerst wetenschappelijk beschreven door Xu & Huang. 